# مطار تورونتو بيرسون الدولي
مطار تورونتو بيرسون الدولي (إياتا: YYZ، إيكاو: CYYZ) هو مطار دولي رئيسي يخدم مدينة تورونتو عاصمة مقاطعة أونتاريو في كندا. وتقع على بعد 27 كم (17 ميل) إلى الشمال الغربي من وسط مدينة تورونتو في مدينة ميسيسوجا. يعرف أيضا باسم مطار يستر بيرسون الدولي.
يعتبرالمطار الأكبر والأزحم في كندا خلال عام 2008 بما يتجاوز 32 مليون راكب سنويا، فيما كان عام 2006 من أكبر المطارات عالميا من ناحية حركة الطائرات.
يعتبر المطار كأحد المراكز الرئيسية لعمليات شركة طيران كندا وتحالف ستار، كما أنه مركز لعمليات طيران كندا جاز والخطوط الجورجية وطيران ترانسات، ويدار المطار بواسطة سلطة مطارات تورونتو الكبرى كجزة من تنظيم وإدارات النقل في كندا.
يسير المطار رحلات جوية داخلية يومية وبدون توقف من تورونتو بيرسون من قبل العديد من شركات الطيران لجميع المدن الرئيسية والعديد من المدن الصغيرة في جميع مقاطعات كندا. لمطار تورونتو بيرسون أيضا وجود قوي على صعيد الرحلات الجوية الدولية من خلال 74 شركة طيران تقدم الخدمة مباشرة إلى أكثر من 100 وجهة دولية في جميع أنحاء الولايات المتحدة والمكسيك وآسيا وأوروبا وأمريكا الجنوبية وأمريكا الوسطى ومنطقة البحر الكاريبي، والشرق الأوسط

## نبذة تاريخية

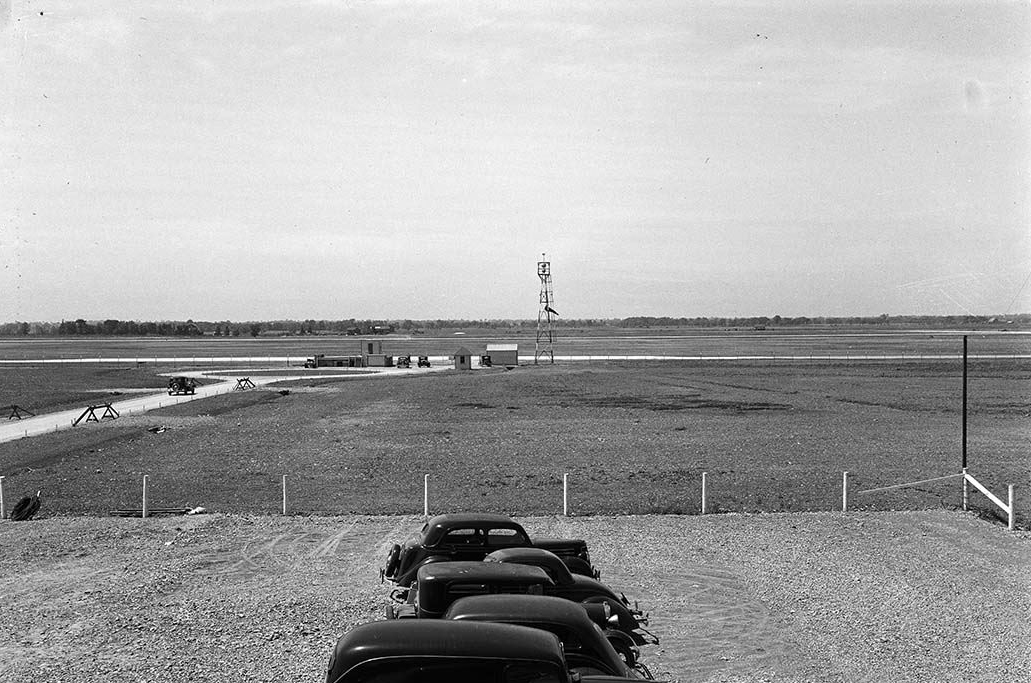
مطار مالتون في عام 1939

تم إنشاء المطار بعد شراء لجنة مرافئ تورونتو تسعة من الأراضي الزراعية في عام 1937. وافتتح لأول مرة في عام 1939 كمطار مالتون لموقعه القريب من مالتون. الصالة الأولى بنيت في عام 1938 وتتألف من مبنى مبسط كان في الأصل حضيرة للمزرعة. المطار الأصلي غطي على مساحة 420 فدان (1.7 كيلومتر مربع) مع الإضاءة الكاملة، والإتصالات اللاسلكية ومعدات مراقبة الطقس. بالإضافة إلى مدرجي طيران بأسطح صلبة ومدرج واحد عشبي للهبوط.
تم بيع مطار مالتون إلى مدينة تورنتو في عام 1940. وخلال الفترة من يونيو 1940 إلى يوليو 1942 استخدم المطار كمدرسة تدريب ضمن خطة الكومنولث البريطاني للتدريب خلال الحرب العالمية الثانية. وأضيف مركز مراقبة الحركة الجوية في عام 1942.
في بداية الستينات بدأ في إنشاء مبنى الركاب رقم 1 (T1) عبارة عن هيكل مركزي مربع يعلوه مرآب للسيارات بثمانية طوابق، وتحيط بها طابقين للركاب للردهات المؤدية إلى البوابات. وقد صممت من قبل جون باركين وافتتحت الصالة الجديدة في عام 1964. ولم تمض سوا سنوات قليلة حتى عانى المطار من تجاوز الطاقة الاستيعابية لمبنى الركاب رقم 1. وبالتالي تم افتتاح مبنى الركاب رقم 2 في عام 1972 والذي كان مخصصا في الأصل للشحن الجوي. في حين أن مبنى الركاب رقم 3 افتتح في عام 1991.
في عام 1972، صادرت الحكومة الكندية الأراضي شرق تورونتو لإنشاء المطار الرئيسي الثاني -مطار بيكرينغ-، لتخفيف الازدحام عن مطار تورنتو الدولي. وتأجل المشروع إلى عام 1975، ويرجع ذلك جزئيا إلى معارضة نشطاء المجتمع والبيئة. ومع ذلك، احتفظت الحكومة بملكية الأراضي المصادرة.
أعيد تسمية المطار إلى مطار تورنتو بيرسون الدولي في عام 1984، تكريما ليستر بولز بيرسون، رئيس وزراء كندا الرابع عشر والحاصل على جائزة نوبل للسلام.
وكجزء من السياسة الوطنية للمطارات، تم نقل المسؤوليات الإدارية للمطار من وزارة النقل الكندية إلى سلطة مطارات تورونتو الكبرى في عام 1996. والبدء في برنامج تطويري شامل للمطار بتكلفة 4.4 مليار دولار خلال فترة مدتها 10 سنوات. وبدأ العمل لاستبدال المبنى 1 والمبنى رقم 2 بالصالات الجديدة للركاب.

## المنشآت
في الوقت الراهن يجري تشغيل مبنيان لصالات الركاب : المبنى 1 بالإضافة للمبنى رقم 3 والذي افتتح يوم 6 أبريل من عام 2004. مطار تورونتو بيرسون الدولي هو واحد من ثمانية مطارات كندية تحتوي على مرافق تابعة لبرناج التخليص المسبق لدخول الولايات المتحدة الأمريكية تقع في كل من المبنى 1 والمبنى رقم 3.

### مبنى الركاب رقم 1

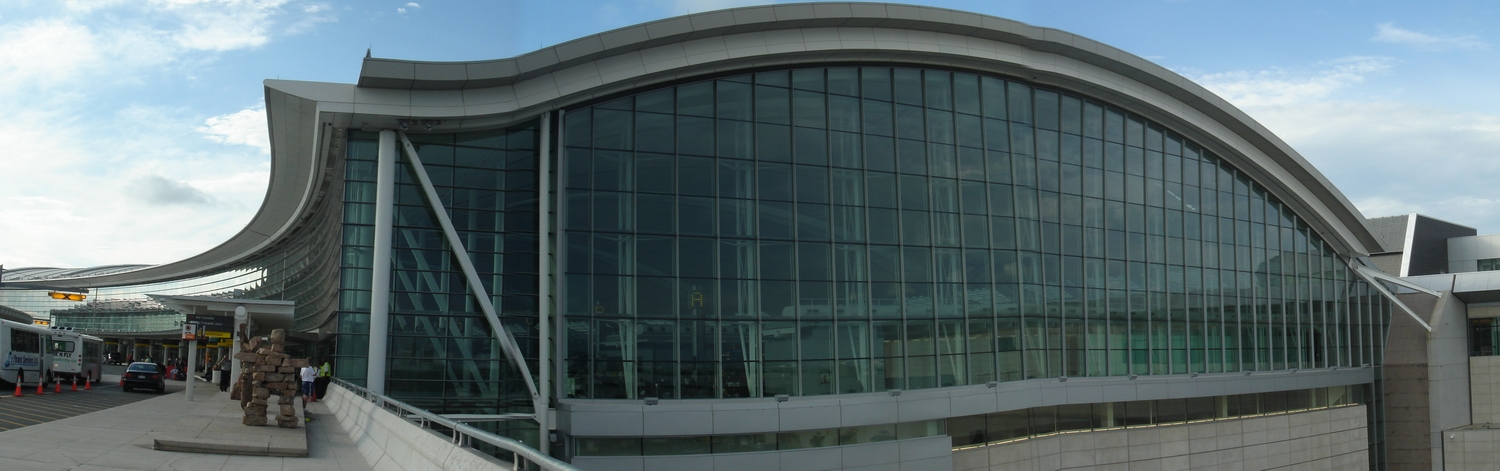
مبنى الركاب رقم 1

مبنى صالات الركاب رقم 1 صمم للتعامل مع الرحلات الداخلية والدولية على السواء. تحتوى على ثلاث أرصفة : الرصيف دال وهاء (DوE) ب 38 بوابة سفر والرصيف ف (F) ب 23 بوابة سفر. خصص الرصيف ف (F) لخدمة الرحلات الجوية الدولية والعابرة للحدود، لتحل محل ما كان يعرف سابقا بالمبنى رقم 2. ومن المقرر أن يتم بناء أرصفة جديدة في المستقبل إذا لزم الامر.
صمم المبنى شركة سكيدمور، أوينغز وميريل لينش الدولية المحدودة، آدامسون شركاؤه للهندسة المعمارية، وموشيه سفيديا. وهو يخدم جميع شركات الطيران أعضاء تحالف ستار باستثناء خطوط كونتيننتال الجوية بالإضافة أيضا بعض شركات الطيران الأخرى التي ليست أعضاء في تحالف ستار. وتستخدم الصالة أيضا من قبل شركات الطيران الأخرى التي ليست أعضاء في تحالف ستار.

### مبنى الركاب رقم 3

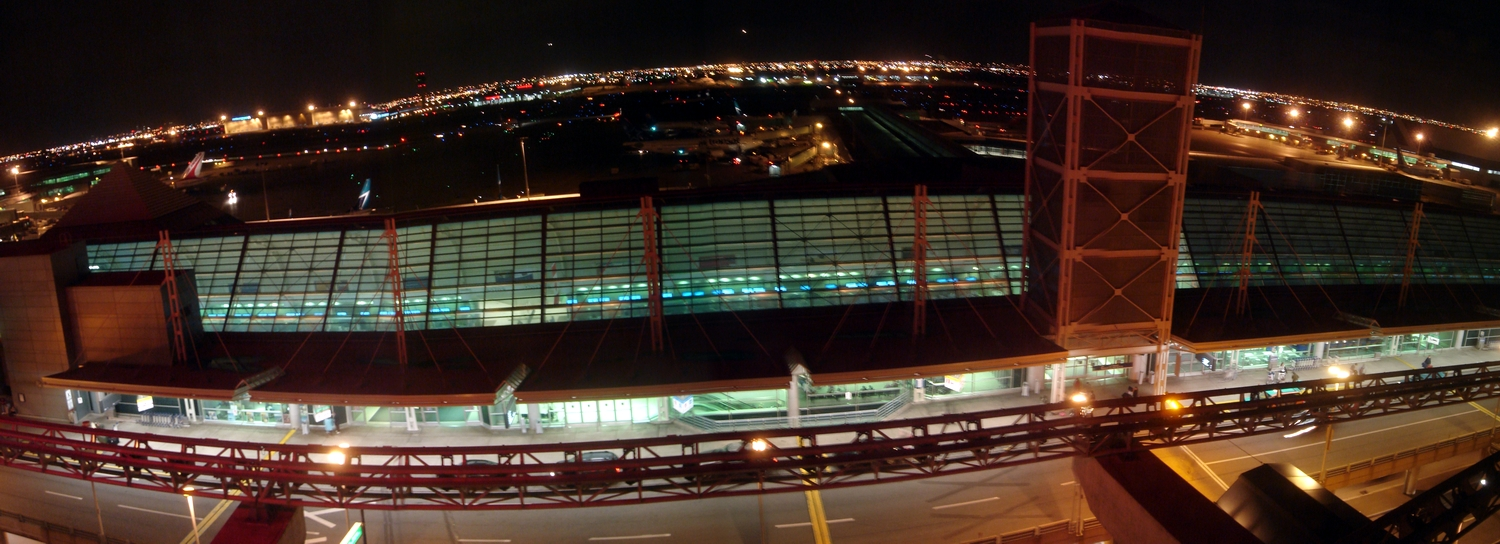
مبنى الركاب رقم 3

افتتح يوم الخميس 21 فبراير 1991 ويحتوي على 39 بوابة سفر، وبني لتعويض حركة المرور من المباني القديمة (1) و(2). بني مبنى الركاب رقم 3 في البداية كمشروع الخاص وأعتبر آنذاك أحد الرموز الفنية. احتوى على مرافق للجمارك الأمريكية للتخليص السريع. ومرآب لوقوف السيارات، وفندق (سويس في السابق، والآن شيراتون) ويقع على الجانب الآخر من الصالة. جسر للمشاة بوصل المبنى إلى الفندق ومرآب وقوف السيارات. في عام 1997 اشترت سلطة مطارات تورونتو الكبرى المبنى رقم 3 ،وبدأت بتنفيذ مشروع للتوسع.
جميع شركات الطيران أعضاء تحالف عالم واحد وتحالف سكاي تيم تعمل من المبنى رقم 3، جنبا إلى جنب مع معظم شركات الطيران التي ليست تابعة لأي تحالف.

### المرافق
القطار

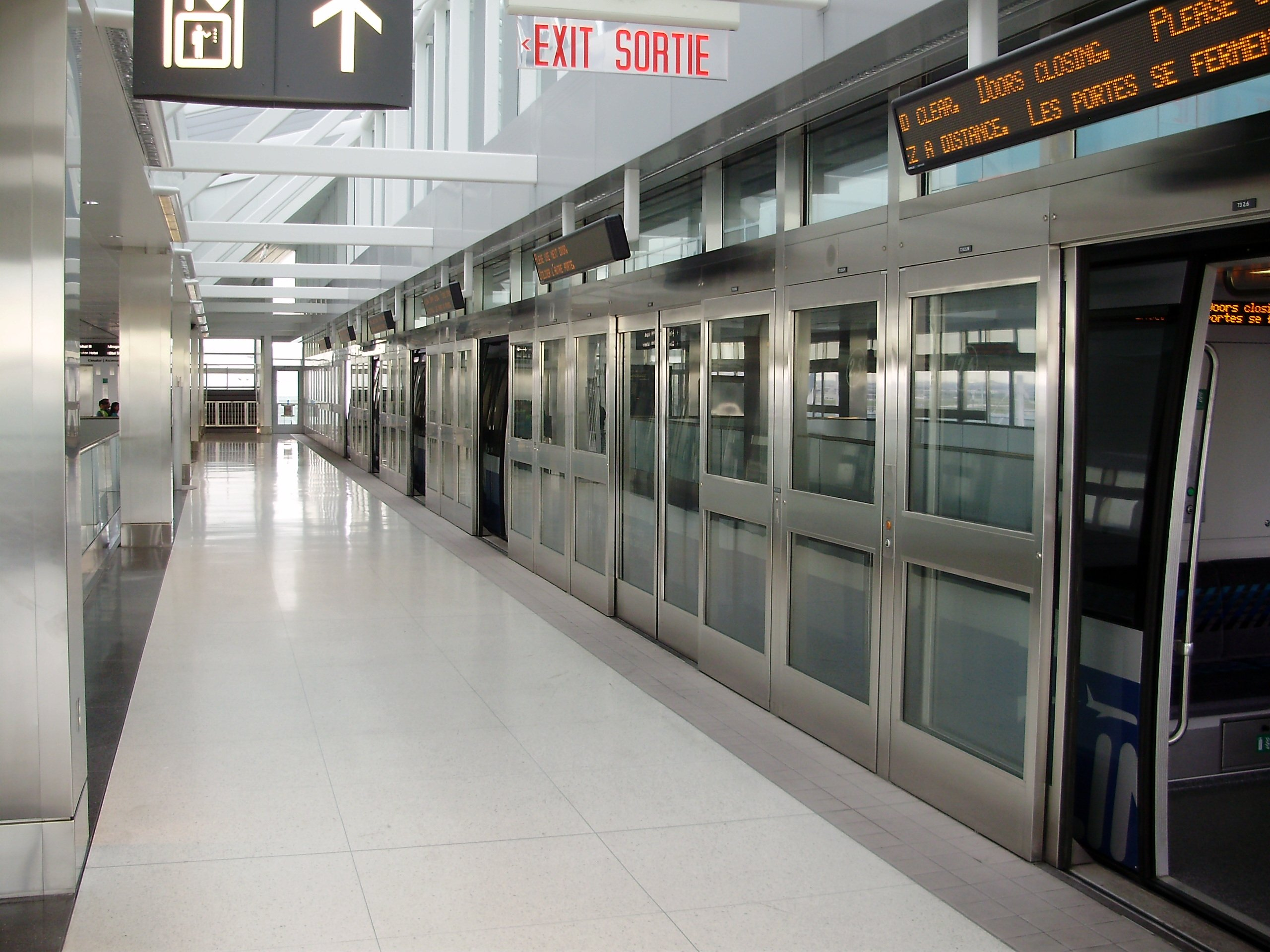
محطة عربات القطار

في يوليو 2006، افتتح مشروع عربات القطار، لتشغيل 6 من عربات القطار لنقل الركاب بين المبنيان رقم 1 و3. وخلافا لمعظم المطارات الرئيسية الأخرى في جميع أنحاء العالم فإن مطار بيرسون الدولي لا يمكن الوصول إليه عن طريق السكك الحديدية ومترو الأنفاق، أو عربات النقل الجماعي بالسكك الحديدية. ومع ذلك، سيتم بحلول عام 2016 تدشين خط جديد للنقل السريع للاتصال مع بقية المدينة. وسيتم تشغيلها من قبل إدارة النقل العام بمدينة تورنتو.
مرافق الدعم والمساندة
- برج المراقبة الرئيسي - بارتفاع 200 قدم (61 م) واكتمل في عام 2000.
- المبنى الإداري لسلطة مطارات تورونتو الكبرى- انتقل في عام 1997 ؛ المقر السابق لشركة الخطوط الجوية الكندية
- منطقة لطيران رجال الأعمال.

## شركات الطيران والوجهات

### الركاب
| شركـات طيـران                     | الوجهات | Refs   |
| --------------------------------- | --- | ------ |
| أير لينغس                         | مطار دبلن الدولي | [ 14 ] |
| طيران المكسيك                     | مطار بينيتو خواريز الدولي | [ 15 ] |
| طيران كندا                        | مطار سخيبول أمستردام، مطار أوستن برغستروم الدولي، باربادوس، مطار إلدورادو الدولي، مطار لوجان الدولي، مطار الوزير بيستارينيي الدولي، مطار كالغاري الدولي، Cancún، مطار كوبنهاغن، كوراساو، مطار دالاس فورت ورث الدولي، مطار انديرا غاندي الدولي، مطار دنفر الدولي، مطار دبي الدولي، مطار دبلن الدولي، مطار إدنبرة، Edmonton، مطار فرانكفورت، غرينادا، مطار هاليفاكس الدولي، مطار جورج بوش الدولي، مطار نورمان مانلي الدولي، Liberia (CR) ‏، مطار لشبونة، مطار لندن هيثرو، مطار لوس أنجلوس الدولي، مطار مدريد باراخاس الدولي، مطار بينيتو خواريز الدولي، مطار ميامي الدولي، مطار مالبينسا، Monterrey (تبدأ في 30 أكتوبر 2023)، مطار مونتريال الدولي، مطار ميونخ الدولي، Nassau، مطار لاغوارديا، مطار أورلاندو الدولي، Ottawa، مطار باريس شارل ديغول، Port of Spain (تستأنف في 29 أكتوبر 2023)، Providenciales، Puerto Vallarta ‏، مطار ليوناردو دا فينشي، Sacramento، St. John's (NL) ‏، St. Vincent–Argyle ‏، مطار سان دييغو الدولي، مطار سان فرانسيسكو الدولي، مطار خوان سانتاماريا الدولي، مطار أرتورو ميرينو بينيتيز الدولي، مطار غواروليوس الدولي، مطار سياتل تاكوما الدولي، مطار إنتشون الدولي، مطار بن غوريون الدولي، مطار طوكيو هانيدا الدولي، مطار ناريتا الدولي، مطار فانكوفر الدولي، مطار فيينا الدولي، Winnipeg، Yellowknife (تبدأ في 1 ديسمبر 2023)، مطار زيورخ الدولي موسمي: مطار أثينا الدولي، مطار برشلونة الدولي، مطار بروكسل الدولي (تبدأ في 1 أغسطس 2023)، Fort-de-France (تبدأ في 16 ديسمبر 2023)، George Town ‏، مطار هونولولو الدولي، Kahului، مطار مانشستر، مطار تشاتراباتي شيفاجي الدولي، Nanaimo، مطار توكومين الدولي، Punta Cana ‏، مطار كيفلافيك الدولي، مطار الأميرة جوليانا الدولي، مطار سولت ليك سيتي الدولي، مطار البندقية ماركو بولو، مطار بالم بيتش الدولي | [ 22 ] |
| Air Canada Express                | مطار هارتسفيلد جاكسون، مطار بالتيمور واشنطن الدولي، مطار شارلوت دوغلاس الدولي، مطار أوهير الدولي، Cincinnati، Cleveland، Columbus–Glenn، مطار ديترويت، Fredericton، مطار إنديانابوليس الدولي، London (ON) ‏، مطار منيابولس-سنت بول الدولي، Moncton، مطار مونتريال الدولي، مطار ناشفيل الدولي، مطار نيوآرك ليبرتي الدولي، مطار نيو اورليانز لويس أرمسترونغ الدولي، مطار جون إف كينيدي الدولي، مطار لاغوارديا، North Bay ‏، مطار فيلادلفيا الدولي، مطار بيتسبرغ الدولي ‏، Raleigh/Durham، مطار سانت لويس الدولي، Saint John (NB) ‏، Sault Ste. Marie (ON) ‏، Sudbury، Sydney (NS) ‏، Thunder Bay ‏، Timmins، مطار واشنطن دولس الدولي، مطار رونالد ريغان الوطني، Windsor موسمي: Gander، Hartford، Kansas City ‏، Mont Tremblant ‏ | [ 22 ] |
| Air Canada Rouge                  | أنتيغوا، برمودا، Cayo Coco ‏، Charlottetown، Deer Lake ‏، Fort Lauderdale ‏، Fort McMurray، Fort Myers ‏، مطار أوين روبرتس الدولي، Kelowna، مطار نورمان مانلي الدولي، مطار هاري ريد الدولي، مطار سانجستر الدولي، مطار ناشفيل الدولي، مطار أورلاندو الدولي، مطار فينيكس سكاي هاربر الدولي، Puerto Plata ‏، Québec City ‏، مطار ريجاينا الدولي ‏، St. Lucia–Hewanorra ‏، Saskatoon، مطار تامبا الدولي، Varadero، Victoria موسمي: مطار الملكة بياتريس الدولي، Belize City ‏، Cozumel، Holguín، Huatulco، Ixtapa/Zihuatanejo، Nanaimo، Palm Springs ‏، مطار بورتلاند الدولي، Punta Cana ‏، St. Kitts ‏، مطار لويس مارين مونيوز، Samaná، San José del Cabo ‏، Santa Clara ‏، Sarasota، Thunder Bay ‏ | [ 22 ] |
| الخطوط الجوية الفرنسية            | مطار باريس شارل ديغول | [ 23 ] |
| طيران الهند                       | مطار انديرا غاندي الدولي | [ 24 ] |
| Air North                         | موسمي: Whitehorse، Yellowknife | [ 25 ] |
| طيران ترانسات                     | Cancún، Cayo Coco ‏، مطار فارو، Fort Lauderdale ‏، مطار غلاسكو الدولي، Holguín، مطار لشبونة، مطار غاتويك، مطار مانشستر، مطار سانجستر الدولي، مطار مونتريال الدولي، مطار أورلاندو الدولي، مطار بورتو الدولي، Puerto Plata ‏، Punta Cana ‏، Samaná، Santa Clara ‏، Varadero موسمي: مطار سخيبول أمستردام، مطار أثينا الدولي، مطار برشلونة الدولي، Cartagena، مطار دبلن الدولي، Lamezia Terme ‏، La Romana ‏، Liberia (CR) ‏، مطار باريس شارل ديغول، Puerto Vallarta ‏، Río Hato ‏، مطار ليوناردو دا فينشي، مطار الأميرة جوليانا الدولي، مطار خوان سانتاماريا الدولي، مطار لويس مارين مونيوز، مطار البندقية ماركو بولو، مطار زغرب | [ 26 ] |
| الخطوط الجوية الأمريكية           | مطار شارلوت دوغلاس الدولي، مطار دالاس فورت ورث الدولي، مطار ميامي الدولي | [ 27 ] |
| إمريكان إيغل                      | مطار أوهير الدولي، مطار جون إف كينيدي الدولي، مطار لاغوارديا، مطار فيلادلفيا الدولي، مطار رونالد ريغان الوطني موسمي: مطار شارلوت دوغلاس الدولي | [ 27 ] |
| أفيانكا                           | مطار إلدورادو الدولي | [ 28 ] |
| أفيانكا السلفادور                 | مطار إل سلفادور الدولي | [ 28 ] |
| Azores Airlines                   | Ponta Delgada موسمي: Terceira | [ 29 ] |
| خطوط بيمان بنغلاديش الجوية        | مطار شاه جلال الدولي1 | [ 30 ] |
| الخطوط الجوية البريطانية          | مطار لندن هيثرو | [ 31 ] |
| Canada Jetlines                   | Cancún، Fort Lauderdale ‏ (تبدأ في 3 سبتمبر 2023)، مطار هاري ريد الدولي، مطار فانكوفر الدولي | [ 33 ] |
| Canadian North                    | موسمي: Iqaluit | [ 34 ] |
| Caribbean Airlines                | Georgetown–Cheddi Jagan ‏، مطار نورمان مانلي الدولي، Port of Spain | [ 35 ] |
| كاثي باسيفيك                      | مطار هونغ كونغ الدولي | [ 36 ] |
| خطوط شرق الصين الجوية             | مطار شانغهاي بودنغ الدولي | [ 37 ] |
| خطوط جنوب الصين الجوية            | مطار قوانغتشو باييون الدولي | [ 38 ] |
| كوندور للطيران                    | مطار فرانكفورت | [ 39 ] |
| خطوط كوبا الجوية                  | مطار توكومين الدولي | [ 40 ] |
| خطوط دلتا الجوية                  | مطار هارتسفيلد جاكسون، مطار سولت ليك سيتي الدولي | [ 41 ] |
| Delta Connection                  | مطار ديترويت، مطار منيابولس-سنت بول الدولي، مطار جون إف كينيدي الدولي، مطار لاغوارديا | [ 41 ] |
| مصر للطيران                       | مطار القاهرة الدولي | [ 42 ] |
| طيران الإمارات                    | مطار دبي الدولي | [ 43 ] |
| الخطوط الجوية الإثيوبية           | مطار أديس أبابا بولي الدولي | [ 44 ] |
| الاتحاد للطيران                   | مطار أبو ظبي الدولي | [ 45 ] |
| إيفا للطيران                      | مطار تايوان تاويوان الدولي | [ 46 ] |
| Flair Airlines                    | مطار أبوتسفورد الدولي، مطار كالغاري الدولي، Cancún، Charlottetown، Edmonton، Fort Lauderdale ‏، مطار هاليفاكس الدولي، Kelowna (تبدأ في 9 يونيو 2023)، مطار هاري ريد الدولي، مطار ناشفيل الدولي، مطار جون إف كينيدي الدولي (تنتهي في 28 أكتوبر 2023)، Saint John (NB) ‏، Saskatoon، Thunder Bay ‏، مطار فانكوفر الدولي، Victoria، Winnipeg موسمي: مطار اورلاندو سانفورد الدولي، Palm Springs ‏، Puerto Vallarta ‏ (تبدأ في 29 أكتوبر 2023)، Punta Cana ‏ (تبدأ في 30 أكتوبر 2023) | [ 51 ] |
| طيران آيسلندا                     | مطار كيفلافيك الدولي | [ 52 ] |
| الخطوط الجوية الملكية الهولندية   | مطار سخيبول أمستردام | [ 53 ] |
| كوريا للطيران                     | مطار إنتشون الدولي | [ 54 ] |
| خطوط لوت الجوية البولندية         | مطار وارسو فريدريك شوبان | [ 55 ] |
| لوفتهانزا                         | مطار فرانكفورت موسمي: مطار ميونخ الدولي | [ 56 ] |
| Lynx Air                          | مطار كالغاري الدولي، Edmonton، Fredericton (تبدأ في 12 يونيو 2023)، مطار هاليفاكس الدولي، مطار أورلاندو الدولي، مطار فانكوفر الدولي، Winnipeg موسمي: St. John's (NL) ‏ | [ 58 ] |
| نيوس (شركة طيران)                 | موسمي: مطار مالبينسا | [ 59 ] |
| OWG                               | Cayo Coco ‏، Holguín، Santa Clara ‏، Varadero | [ 60 ] |
| الخطوط الجوية الدولية الباكستانية | مطار إسلام آباد الدولي، مطار جناح الدولي، مطار علامه إقبال الدولي | [ 61 ] |
| الخطوط الجوية الفلبينية           | مطار نينوي أكوينو الدولي | [ 62 ] |
| Porter Airlines                   | مطار كالغاري الدولي، Edmonton، مطار هاليفاكس الدولي، مطار مونتريال الدولي، Ottawa، مطار فانكوفر الدولي | [ 63 ] |
| الملكية الأردنية                  | مطار الملكة علياء الدولي2 | [ 64 ] |
| الخطوط الجوية الإسكندنافية        | موسمي: مطار كوبنهاغن، مطار ستوكهولم أرلاندا | [ 65 ] |
| Sunwing Airlines                  | أنتيغوا، مطار الملكة بياتريس الدولي، Cancún، Cayo Coco ‏، Freeport، Holguín، Mazatlán، مطار سانجستر الدولي، Puerto Plata ‏، Puerto Vallarta ‏، Punta Cana ‏، Río Hato ‏، St. Lucia–Hewanorra ‏، مطار الأميرة جوليانا الدولي، San José del Cabo ‏، Santa Clara ‏، مطار فانكوفر الدولي، Varadero موسمي: Acapulco، Cayo Largo del Sur ‏، Gander، غرينادا، Liberia (CR) ‏، Manzanillo (Cuba) ‏، مطار ميامي الدولي، مطار أورلاندو الدولي، Roatán، St. John's (NL) ‏، Stephenville | [ 66 ] |
| Swoop                             | مطار أبوتسفورد الدولي، Cancún، Charlottetown، مطار هاليفاكس الدولي، Kelowna، مطار نورمان مانلي الدولي، مطار سانجستر الدولي، Punta Cana ‏، Varadero، Victoria موسمي: Deer Lake ‏، مطار هاري ريد الدولي، Puerto Vallarta ‏، San José del Cabo ‏ | [ 67 ] |
| تاب برتغال                        | مطار لشبونة | [ 68 ] |
| الخطوط الجوية التركية             | مطار إسطنبول الدولي | [ 69 ] |
| الخطوط الجوية المتحدة             | مطار أوهير الدولي، مطار دنفر الدولي، مطار جورج بوش الدولي، مطار سان فرانسيسكو الدولي | [ 70 ] |
| United Express                    | مطار أوهير الدولي، مطار جورج بوش الدولي، مطار نيوآرك ليبرتي الدولي، مطار واشنطن دولس الدولي | [ 70 ] |
| ويست جت إيرلاينز ‏                 | أنتيغوا، مطار الملكة بياتريس الدولي، باربادوس، برمودا، مطار كالغاري الدولي، Cancún، Edmonton، Fort Lauderdale ‏، Fort Myers ‏، مطار أوين روبرتس الدولي، مطار هاليفاكس الدولي، مطار هاري ريد الدولي، Liberia (CR) ‏، مطار لوس أنجلوس الدولي (تنتهي في 28 أكتوبر 2023)، مطار سانجستر الدولي، مطار مونتريال الدولي، مطار ناشفيل الدولي، Nassau، مطار لاغوارديا، مطار أورلاندو الدولي، Ottawa، Puerto Vallarta ‏، Punta Cana ‏، مطار ريجاينا الدولي ‏، St. John's (NL) ‏، St. Lucia–Hewanorra ‏، مطار الأميرة جوليانا الدولي، Saskatoon، مطار تامبا الدولي، مطار فانكوفر الدولي، Winnipeg موسمي: Belize City ‏، Comox، Cozumel، كوراساو، Huatulco، Mérida، Providenciales، Puerto Plata ‏، Roatán، Varadero | [ 72 ] |

ملاحظات
- ^1: تتوقف رحلات خطوط بيمان بنغلاديش الجوية في مطار إسطنبول الدولي للتزود بالوقود بسبب عدم قدرة الطائرة على التحليق فوق روسيا، وسط الغزو الروسي لأوكرانيا. ولكن لا تملك شركة الطيران حقوق نقل الركاب بين تورنتو واسطنبول، أو بين اسطنبول ودكا.[73]
- ^2: تتوقف رحلات الملكية الأردنية في مونتريال. ولكن لا تملك شركة الطيران حقوق نقل الركاب فقط بين تورونتو ومونتريال.

### الشحن
| شركـات طيـران         | الوجهات | Cargo Centre |
| --------------------- | --- | ------------ |
| Air Canada Cargo      | مطار بازل - ميلوز - فريبورغ الأوروبي، مطار كولونيا بون الدولي، مطار فرانكفورت، مطار غوادالاخارا الدولي مطار هاليفاكس الدولي، مطار إسطنبول الدولي، مطار لييج، مطار خورخي تشافيز الدولي، مطار مدريد باراخاس الدولي، مطار بينيتو خواريز الدولي، مطار ميامي الدولي، مطار ماريسكال سوكري الدولي، St. John's ‏ | Cargo West   |
| كاثي باسيفيك          | مطار تيد ستيفنز أنكوراج الدولي، مطار هونغ كونغ الدولي، مطار جون إف كينيدي الدولي | Cargo West   |
| فيديكس إكسبرس         | مطار كالغاري الدولي، Edmonton، مطار إنديانابوليس الدولي، مطار ممفيس الدولي، مطار منيابولس-سنت بول الدولي، Montréal–Mirabel، North Bay ‏، Sault Ste. Marie (ON) ‏، Sudbury، Timmins، مطار فانكوفر الدولي، Winnipeg                                                                                         | فيديكس       |
| كوريا للطيران         | مطار تيد ستيفنز أنكوراج الدولي، مطار جون إف كينيدي الدولي، مطار إنتشون الدولي | Cargo West   |
| لوفتهانزا للشحن       | مطار فرانكفورت | Cargo West   |
| تاب برتغال            | مطار لشبونة، مطار سرقسطة | فيستا        |
| الخطوط الجوية التركية | مطار أوهير الدولي، مطار إسطنبول الدولي، مطار جون إف كينيدي الدولي | Cargo West   |
| خطوط يو بي إس الجوية  | مطار تيد ستيفنز أنكوراج الدولي، Louisville | فيستا        |
| WestJet Cargo         | مطار كالغاري الدولي، مطار هاليفاكس الدولي، مطار ميامي الدولي، مطار فانكوفر الدولي |              |

## وصلات خارجية
- مطار تورونتو بيرسون الدولي -سلطة مطارات تورونتو الكبرى
- الحدمة التفاعلية :دليل فيديو ومعلومات مفصلة عن مطار تورونتو بيرسون الدولي.